# Luca Attanasio
Luca Attanasio (ur. 23 maja 1977 w Saronno, zm. 22 lutego 2021 w Gomie) – włoski dyplomata, ambasador Włoch w Demokratycznej Republice Konga od 2017 do śmierci.

## Życiorys
Urodził się 23 maja 1977 r. w Lombardii we Włoszech.
W 2001 roku ukończył z wyróżnieniem Uniwersytet Bocconiego. Karierę dyplomatyczną rozpoczął w 2003 roku w Ministerstwie Spraw Zagranicznych Włoch. Karierę dyplomatyczną poza Włochami rozpoczął w 2006 roku, pracując w ambasadzie Włoch w Bernie (2006–2010) oraz w Casablance w Maroku (2010–2013). W 2013 r. Powrócił do pracy w Ministerstwie Spraw Zagranicznych, gdzie został szefem Sekretariatu Dyrekcji Generalnej ds. Globalizacji i Spraw Globalnych. Następnie w 2015 r. Wyjechał do Afryki jako pierwszy doradca ambasady włoskiej w Abudży. Od 5 września 2017 r. był szefem ambasady w Demokratycznej Republice Konga.

### Śmierć
Około godziny 10:30, 22 lutego 2021 r. sześcioosobowa grupa zbrojna zaatakowała siedmioosobowy konwój MONUSCO, misji stabilizacyjnej ONZ jadącej w okolicy jeziora Kiwu. W konwoju tym jechał także Luca Attanasio, będący głównym celem ataku. Podczas porwania zginął Mustafa Milambo, kierowca. Niedługo później zginął także Vittorio Lacovacci, karabinier. Następnie doszło do próby odbicia pozostałych zakładników. Mimo że akcja się powiodła, Luca odniósł poważne obrażenia. Został przewieziony do szpitalu ONZ w Gomie, jednak godzinę później zmarł.
Pośmiertnie został odznaczony Wielkim Krzyżem Honoru Orderu Gwiazdy Włoch.
7 kwietnia 2023 roku sąd Demokratycznej Republiki Konga skazał 6 mężczyzn oskarżonych o morderstwo na karę dożywocia.

## Życie prywatne
Jego ojcem był Salvatore Attanasio. W 2015 roku poślubił Zakię Seddiki. Miał z nią trójkę dzieci.